# Tecnologia nuclear

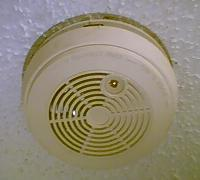
Un detector de fum residencial és l'objecte més familiar de la tecnologia nuclear per a la majoria de les persones.

La tecnologia nuclear és la tecnologia que està relacionada amb les reaccions de nuclis atòmics. Les tecnologies nuclears més destacades són: l'energia nuclear, la medicina nuclear i les armes nuclears. S'han desenvolupat aplicacions des de detectors de fum fins reactors nuclears, i des mires d'armes a bombes nuclears.

## Història i formació científica

### Descobriment
La gran majoria dels fenòmens naturals comuns a la Terra només impliquen gravetat i electromagnetisme, i no reaccions nuclears. Això es deu al fet que els nuclis atòmics generalment es mantenen separats perquè contenen càrregues elèctriques positives i, per tant, es repel·len mútuament.
El 1896, Henri Becquerel estava investigant la fosforescència a les sals d'urani quan va descobrir un nou fenomen que es va anomenar radioactivitat. Ell, Pierre Curie i Marie Curie van començar a investigar el fenomen. En el procés, van aïllar l'element radi, que és altament radioactiu. Van descobrir que els materials radioactius produeixen raigs intensos i penetrants de tres tipus diferents, que van etiquetar alfa, beta i gamma després de les tres primeres lletres gregues. Alguns d'aquests tipus de radiació podrien passar a través de la matèria ordinària, i tots podrien ser nocius en grans quantitats. Tots els primers investigadors van rebre diverses cremades per radiació, molt semblants a les cremades solars, i hi van pensar poc.
El nou fenomen de la radioactivitat va ser aprofitat pels fabricants de la medicina xarlatana (com ja havien fet els descobriments de l'electricitat i el magnetisme, abans), i una sèrie de medicina patentada i es van proposar tractaments amb radioactivitat.
A poc a poc es va adonar que la radiació produïda per la desintegració radioactiva era radiació ionitzant, i que fins i tot quantitats massa petites per cremar podrien suposar un sever perill a llarg termini. Molts dels científics que treballaven en la radioactivitat van morir de càncer a conseqüència de la seva exposició. Els medicaments radioactius amb patent van desaparèixer majoritàriament, però van persistir altres aplicacions de materials radioactius, com l'ús de sals de radi per produir dials brillants en comptadors.
A mesura que es va entendre millor l'àtom, la naturalesa de la radioactivitat es va fer més clara. Alguns nuclis atòmics més grans són inestables i, per tant, la desintegració (allibera matèria o energia) després d'un interval aleatori. Les tres formes de radiació que Becquerel i els Curies van descobrir també s'entenen més a fons. La desintegració alfa és quan un nucli allibera una partícula alfa, que és dos protons i dos neutrons, equivalents a un nucli d'heli. La desintegració beta és l'alliberament d'una partícula beta, un electró d'alta energia. La radiació gamma allibera raigs gamma, que a diferència de la radiació alfa i beta no són matèria sinó radiació electromagnètica de freqüència molt alta i, per tant, energia. Aquest tipus de radiació és la més perillosa i la més difícil de bloquejar. Els tres tipus de radiació es produeixen de manera natural en determinats elements.
També ha quedat clar que la font última de la majoria d'energia terrestre és nuclear, ja sigui a través de la radiació del Sol causada per reaccions termonuclears estel·lars o per la desintegració radioactiva de l'urani a la Terra, la font principal d'energia geotèrmica.

### Fissió nuclear
En la radiació nuclear natural, els subproductes són molt petits en comparació amb els nuclis dels quals s'originen. La fissió nuclear és el procés de dividir un nucli en parts aproximadament iguals i alliberar energia i neutrons en el procés. Si aquests neutrons són capturats per un altre nucli inestable, també poden fissionar-se, donant lloc a una reacció en cadena. El nombre mitjà de neutrons alliberats per nucli que passen a la fissió d'un altre nucli s'anomena k. Els valors de k superiors a 1 signifiquen que la reacció de fissió està alliberant més neutrons dels que absorbeix i, per tant, es coneix com a reacció en cadena autosostenible. Una massa de material físsil prou gran (i en una configuració adequada) per induir una reacció en cadena autosustinguda s'anomena massa crítica.
Quan un neutró és capturat per un nucli adequat, es pot produir la fissió immediatament, o el nucli pot persistir en un estat inestable durant un temps curt. Si hi ha prou desintegracions immediates per dur a terme la reacció en cadena, es diu que la massa és crítica ràpida, i l'alliberament d'energia creixerà de manera ràpida i incontrolable, normalment conduint a una explosió.
Quan es va descobrir la vigília de la Segona Guerra Mundial, aquesta visió va portar diversos països a iniciar programes que investigaven la possibilitat de construir una bomba atòmica, una arma que utilitzava reaccions de fissió per generar molta més energia de la que es podia crear amb explosius químics. El Projecte Manhattan, dirigit pels Estats Units amb l'ajuda del Regne Unit i el Canadà, va desenvolupar múltiples armes de fissió que es van utilitzar contra el Japó el 1945 a Hiroshima i Nagasaki. Durant el projecte, també es van desenvolupar els primers reactors de fissió, encara que eren principalment per a la fabricació d'armes i no generaven electricitat.
L'any 1951, la primera central nuclear de fissió va ser la primera a produir electricitat al Reactor Experimental Breeder No. 1 (EBR-1), a Arco, Idaho, inaugurant l′"Era Atòmica" d'ús més intensiu de l'energia humana.
Tanmateix, si la massa és crítica només quan s'inclouen els neutrons retardats, llavors la reacció es pot controlar, per exemple mitjançant la introducció o eliminació d'absorbidors de neutrons. Això és el que permet construir reactors nuclears. Els neutrons ràpids no són capturats fàcilment pels nuclis; s'han de frenar (neutrons lents), generalment per col·lisió amb els nuclis d'un moderador de neutrons, abans que puguin ser capturats fàcilment. Avui en dia, aquest tipus de fissió s'utilitza habitualment per generar electricitat.

### Fusió nuclear
Si els nuclis es veuen obligats a xocar, poden patir fusió nuclear. Aquest procés pot alliberar o absorbir energia. Quan el nucli resultant és més lleuger que el del ferro, normalment s'allibera energia; quan el nucli és més pesat que el del ferro, generalment s'absorbeix energia. Aquest procés de fusió es produeix a les estrelles, que deriven la seva energia de l'hidrogen i l'heli. Formen, a través de la nucleosíntesi estel·lar, els elements lleugers (liti a calci) així com alguns dels elements pesants (més enllà del ferro i el níquel, a través del procés S). L'abundància restant d'elements pesants, des del níquel fins a l'urani i més enllà, es deu a la nucleosíntesi de supernova, el procés R.
Per descomptat, aquests processos naturals de l'astrofísica no són exemples de "tecnologia" nuclear. A causa de la forta repulsió dels nuclis, la fusió és difícil d'aconseguir de manera controlada. Les bombes d'hidrogen obtenen el seu enorme poder destructiu de la fusió, però la seva energia no es pot controlar. La fusió controlada s'aconsegueix en accelerador de partícules; això és quants elements sintètics es produeixen. Un fusor també pot produir fusió controlada i és una font de neutrons útil. Tanmateix, aquests dos dispositius funcionen amb una pèrdua neta d'energia. El poder de fusió controlat i viable s'ha mostrat difícil, malgrat l'engany ocasional de la fusió freda. Les dificultats tècniques i teòriques han dificultat el desenvolupament de la tecnologia de fusió civil en funcionament, tot i que la investigació continua fins avui arreu del món.
La fusió nuclear es va dur a terme inicialment només en etapes teòriques durant la Segona Guerra Mundial, quan els científics del Projecte Manhattan (dirigit per Edward Teller) la van investigar com un mètode per construir una bomba. El projecte va abandonar la fusió després de concloure que requeriria una reacció de fissió per detonar. Va trigar fins al 1952 a detonar la primera bomba plena d'hidrogen, anomenada així perquè utilitzava reaccions entre el deuteri i el triti. Les reaccions de fusió són molt més energètiques per unitat de massa de combustible que les reaccions de fissió, però començar la reacció en cadena de fusió és molt més difícil.

## Usos civils

### Central nuclear
Un reactor nuclear és un tipus de tecnologia nuclear que té a veure amb reaccions en cadena controlades de fissió nuclear en un recipient tancat per alliberar energia nuclear dels àtoms de combustible. S'usa per a obtenir calor, emprada a la propulsió de vehicles (transformada en energia mecànica per mitjà d'una turbina) i generació d'electricitat (o energia elèctrica, a partir de l'energia mecànica gràcies a un generador).
L'any 2004 l'energia nuclear proporcionà aproximadament el 15,7% de l'electricitat mundial. També és usada per propulsar portaavions, trencaglaç i submarins. Fins al moment el cost econòmic i el risc ambiental i de seguretat ha previngut l'ús de l'energia nuclear en vaixells de transport. Totes les centrals nuclears són de fissió. Tot i anys d'esforços i l'ocasional engany (per exemple, la fusió freda), cap reacció de fusió feta per l'home ha produït més energia que la utilitzada en la seva realització, el que significa que encara no és una font viable per a la generació d'electricitat.

### Aplicacions mèdiques
Les aplicacions mèdiques de la tecnologia nuclear estan dividides en diagnòstics i tractaments per radiació.
Les imatges de raigs X usen cobalt 60 o altres fonts de raigs X. El tecneci 99m és usat, agregat a molècules orgàniques, com un traçador radioactiu en el cos humà, abans de ser excretat pels ronyons. Positrons que emeten nucleòtids són usats per a la generació d'imatges d'alta resolució, i curta vida en aplicacions coneguda com a tomografia per emissió de positrons.
La teràpia de radiació és un efectiu tractament per al càncer.

### Aplicacions industrials
- Exploració petroliera i de gas: El registre de pous nuclear és usat per ajudar a predir la viabilitat comercial de pous nous o existents. La tecnologia implica l'ús d'una font de raigs gamma o de neutrons i un detector de radiació que són baixats en el forat de perforació per determinar les propietats de la roca que l'envolta, com ara porositat i litografia.[4]

- Construcció de camins: Mesuradors nuclears d'humitat/densitat són usats per determinar la densitat dels sòls, asfalts i concrets. Normalment s'usa una font de cesi 137.

### Aplicacions comercials
Un detector de fum per ionització inclou una petitíssima massa d'americi 241 radioactiu, que és una font de radiació alfa. El triti és usat amb fòsfor en mires d'armes per augmentar la seva precisió en condicions de poca visibilitat. Els rètols de sortida autoil·luminats usen la mateixa tecnologia.

### Processament de menjar i agricultura

El logo Radura, usat per a mostrar que un aliment ha sigut tractat amb radiació d'ionizació.

La irradiació del menjar és el procés pel qual el menjar s'exposa a radiació ionitzant amb el propòsit de destruir microorganismes, bacteris, virus o insectes que podrien ser present en el menjar. Les fonts de radiació utilitzades inclouen radioisòtops productors de raigs gamma, generadors de raigs X i acceleradors de neutrons. Altres aplicacions inclouen la inhibició de brots, el retard de la maduració, l'increment de la producció de suc i la millora de la rehidratació. La irradiació és un terme més general on l'exposició deliberada de materials a la radiació per aconseguir una meta tècnica (en aquest context es presumeixen radiació per ionització). Com a tal també és usada en article no alimentaris, com ara instrumental mèdic, plàstics, tubs per gasoductes, mànegues per a calefacció de pisos, materials per embalatge de menjar, recanvis per a automòbils, filferros i cables (aïllament elèctric), pneumàtics, i fins i tot pedres precioses. Comparada a la quantitat de menjar irradiada, el volum d'aplicacions quotidianes és enorme però és una cosa que no és notat normalment per les persones.
El genuí efecte de processar el menjar per radiació ionitzant es relaciona amb el dany a l'ADN, la informació genètica bàsica per a la vida. Els microorganismes no poden proliferar i continuar les seves activitats. La podridura causada pels microorganismes cessa. Els insectes no sobreviuen o són incapaços de reproduir-se. Les plantes no poden continuar el seu cicle natural de maduració o envelliment. Tots aquests efectes són beneficiosos per al consumidor i la indústria alimentària.

## Accidents
Els accidents nuclears, a causa de les poderoses forces involucrades, són sovint molt perillosos. Històricament, els primers incidents van tenir a veure amb exposicions fatals a la radiació. Marie Curie va morir d'anèmia aplàstica com a resultat dels alts nivells d'exposició que va patir durant les seves investigacions. Dos científics, un nord-americà i un canadenc, Harry Daghlian i Louis Slotin, van morir per mala manipulació de la mateixa massa de plutoni.
Els accidents nuclears i radiològics civils normalment tenen a veure amb plantes d'energia nuclear. Les causes més comunes són fuites que exposen els treballadors a material perillós. Un fosa nuclear es refereix a un accident més seriós que implica l'alliberament de material nuclear a l'ambient que envolta la planta. Els accidents d'aquest tipus més significatius van ocórrer en Three Mile Island, Pennsilvània i en Txernòbil a Ucraïna. El terratrèmol i tsunami de l'11 de març de 2011 va causar seriosos danys a tres reactors nuclears i a una piscina de dipòsit de combustible gastat a la planta d'energia nuclear de la Central nuclear de Fukushima Dai-ichi al Japó. Els reactors militars que van experimentar accidents similars van ser Windscale al Regne Unit i el SL-1 als Estats Units.
Els accidents militars usualment tenen a veure amb la pèrdua o detonació inesperada d'armes nuclears. La prova Castle Bravo el 1954 va produir un major rendiment del que s'esperava, aquesta prova va contaminar les illes properes, un vaixell pesquer japonès (amb un mort) i van sorgir preocupacions de peixos contaminats al Japó. Entre la dècada dels 50 i dels 70, diverses bombes nuclears van ser pèrdues des submarins i avions, algunes de les quals mai es van recobrar. Els últims vint anys han vist una marcada declinació d'accidents semblants.